# إيزابيل باروز
إيزابيل باروز (بالإنجليزية: Isabel Barrows)‏ هي طبيبة عيون وطبيبة أمريكية، ولدت في 17 أبريل 1845 في أيراسبورغ في الولايات المتحدة، وتوفيت في 24 أكتوبر 1913 في كروتون أن هادسون في الولايات المتحدة.